# NGC 6381
NGC 6381 (другие обозначения — UGC 10871, IRAS17266+6003, MCG 10-25-38, KCPG 518B, ZWG 300.34, KAZ 460, KUG 1726+600B, PGC 60321) — спиральная галактика (Sc) в созвездии Дракон.
Этот объект входит в число перечисленных в оригинальной редакции «Нового общего каталога».